# TV Girassol
TV Girassol foi uma emissora de televisão brasileira, instalada em Gurupi, no Estado do Tocantins. A emissora era uma afiliada à Rede Bandeirantes e operava no canal 3 VHF. Tinha uma repetidora/geradora no canal 6 em Araguaína. A emissora transmitia programas locais, além de retransmitir a programação nacional da Bandeirantes. Em Palmas, a emissora que existia desde 1997, saiu do ar, junto com o sinal da rede em fevereiro de 2008. Em 2015, saiu do ar por questões judiciais.

## História
A TV Gira-Sol (nome antigo da emissora de TV Girassol), entrou no ar em 1997, substituindo a TV Javaés. Nessa época, a emissora cobria Palmas e muitas cidades no interior do Estado, sempre como afiliada da Rede Bandeirantes.
Em data incerta, anos depois do surgimento da TV Gira-Sol, a emissora muda de nome para apenas TV Girassol, substituindo o hífen (-) pelo ésse (s) por conta de acordo ortográfico entre Brasil e Portugal nos anos 90.
Em Palmas, no dia 7 de dezembro de 2007, a emissora entrou no ar no canal 2, após a TV Jovem Palmas ocupar o canal 7. Em fevereiro de 2008, deixa de retransmitir a programação em Palmas, deste modo o canal 2 fica sem sinal até junho de 2008, quando entra no ar a retransmissora da Rede Família, passando por TV Diário, Record News, TV Século XXI e para Rede Mundial, onde permanece até hoje.
Alguns dos programas que já foram exibidos pela TV Girassol são: Adorai (com Padre Fábio Gleiser), Você na TV, Agenda Médica e Programa do Tio Marcão. Outros programas que deixaram de ser exibidos depois foram: Gente de Classe, Tocantins Urgente, Debate Esportivo e Saúde Bucal.
Em maio de 2015, a Band encerra a produção da TV Girassol por conta de uma ordem judicial de reintegração de posse. A emissora foi arrendada para a Igreja Mundial do Poder de Deus e passou a ser mera repetidora da Rede Mundial.
Em junho, a Band anuncia a Sil TV como sua nova afiliada na região, que deixa de ser afiliada a RedeTV!.